# Miguel Mario Díaz-Canel Bermúdez
Miguel Mario Díaz-Canel Bermúdez (Placetas, 20 d'abril de 1960) és un polític i exprofessor universitari cubà, actual President de Cuba. Anteriorment va ser Vicepresident del Consell d'Estat i de Ministres de Cuba. És el primer dirigent cubà nascut després de la Revolució en aconseguir aquests rangs.
La seva carrera s'inicià com a membre del Buró Polític del Partit Comunista de Cuba (PCC) el 1997, i com a Primer Secretari del PCC a les províncies de Villa Clara (1994-2003) i Holguín (2003-2009). Va ser ministre d'Educació Superior de 2009 a 2012 així com Vicepresident del Consell de Ministres entre 2012 i 2013.

## Biografia
Nascut a la localitat de Placetas, a la província de Villa Clara, va néixer el 20 d'abril de 1960. Fill d'Aida Bermúdez, mestra, i Miguel Díaz-Canel, treballador d'una planta mecànica a Santa Clara.
Es va graduar com a Enginyer electrònic el 1982 a la Universitat Central de les Viles Marta Abreu, va començar la seva carrera professional com a oficial de les Forces Armades Revolucionàries (FAR) a la Unitat Militar 3875, on s'hi va mantenir fins 1985. A l'abril d'aquell any, va ingressar com a professor a la Universitat Marta Abreu, a més de postular-se com a dirigent de la Unió de Joves Comunistes.
Entre 1987 i 1989 va complir missions internacionalistes a Nicaragua. Al seu retorn, es va integrar com a dirigent de la Unió de Joves Comunistes (UJC) a la província de Villa Clara. El 1991 va ser escollit membre del Comitè Central del Partit Comunista de Cuba, i al 1993 va ser designat Segon Secretari del Comitè Nacional de la UJC.
En 1994 va ser designat primer secretari del Comitè Provincial del Partit a la província de Vila Clara. Durant la seva etapa com a màxima autoritat política en aquesta província, es va caracteritzar per impulsar importants reformes de la vida cultural a la província, entre elles l'obertura i suport al centre cultural "El Potinga" a la ciutat de Santa Clara, el primer local a acollir espectacles de transvestisme de Cuba. El 2003 va ser designat primer secretari del PCC a Holguín i membre electe del Buró Polític del Partit Comunista de Cuba a proposta de Raúl Castro.
Al maig de 2009 va ser designat ministre d'Educació Superior, iniciant una sèrie de reformes al sector universitari. El març de 2012 va culminar les seves funcions com a ministre i va rellevar l'històric dirigent José Ramón Fernández Álvarez com a vicepresident del Consell de Ministres al capdavant de les àrees d'educació, ciència, cultura i esport.
El 24 de febrer de 2013 va ser elegit Primer Vicepresident dels Consells d'Estat i de Ministres de Cuba, substituint a José Ramón Machado Ventura, històric dirigent del PCC, qui havia cedit el seu lloc "en favor de la promoció de la nova generació".
El 19 d'abril de 2018 succeí Raúl Castro Ruz com a President de Cuba en ser escollit per al càrrec en la IX legislatura de l'Assemblea Nacional del Poder Popular de Cuba, constituïda pels 605 diputats escollits en les eleccions parlamentàries de l'11 de març de 2018.